# Referéndum constitucional de Azerbaiyán de 2016
El referéndum constitucional de Azerbaiyán de 2016 se llevó a cabo el 26 de septiembre de 2016. Se trataba de 29 enmiendas a la Constitución de Azerbaiyán, las cuales reforzaron la posición del presidente del país, dándole nuevos poderes, y también permitieron limitar algunas libertades y derechos ciudadanos si es necesario, entre otras cosas.

## Contexto
El 18 de julio el presidente İlham Əliyev publicó el decreto que modificaba la Constitución. El 25 de julio el Tribunal Constitucional declaró que las enmiendas eran legales y que se podía celebrar un referéndum acerca de ellas. El 26 de julio el presidente publicó la fecha del referéndum, fijándola para el día 26 de septiembre.

## Las enmiendas
Las enmiendas votadas en el referéndum trataban, entre otras cosas, de:
- bajar la edad necesaria para ser candidato en las elecciones presidenciales y parlamentarias y para tomar un cargo ministerial a la edad de 18 años (antes para presentarse como candidato en las elecciones presidenciales era necesario tener cumplidos 35 años, en las parlamentarias: 25 años y para tomar un cargo ministerial: 30 años).
- alargar la duración de la legislatura presidencial de 5 a 7 años.
- crear el cargo de vicepresidente y/o primer vicepresidente, que tomaría los poderes y las obligaciones del presidente en caso de quedar vació el cargo del presidente o cuando el presidente no pudiera cumplir sus obligaciones (los candidatos para los dos cargos serán elegidos por el presidente).
- permitir al presidente disolver legislatura del parlamento (en ciertas condiciones) y adelantar unas elecciones anticipadas.
- limitar la libertad de reunión si el llamado «orden público y la moralidad no están cumplidos».
- limitar el derecho a poseer tierras si eso va en contra de la «justicia social y uso efectivo de las tierras».
- la posibilidad de quitar la nacionalidad azerí.

## Debate y campaña electoral
Según los expertos la aceptación de las enmiendas otorgará al presidente casi todo el poder ejecutivo. Es el siguiente paso para esforzar la posición del mismo, después del referéndum de 2009 que revocó el límite de dos legislaturas para ser presidente azerí, permitiendo a Əliyev ser presidente vitalicio en caso de ganar todas las próximas elecciones.
Los líderes de los partidos de oposición criticaron los cambios de la Constitución diciendo que servirían solo para aumentar el poder del presidente a costa del parlamento y el consejo de los ministros. Sin embargo, algunos políticos opuestos al gobierno expresaron entendimiento de los cambios explicándolos con la situación geopolítica en la región y riesgo de una guerra contra Armenia.
Los políticos dijeron también que reducción de la edad necesaria para presentarse en unas elecciones presidenciales permitiría al hijo del presidente, Heydər Əliyev Jr. (19 años en 2016) tomar el cargo.
Las organizaciones defensoras de los derechos humanos y ciudadanos decían sobre varias represiones contra la oposición durante la campaña. La Comisión Electoral no permitió al partido musulmán Müsavat registrar su iniciativa que iría en contra de las enmiendas. Arrestaron al líder y dos activistas del grupo Re Al (Alternativa Republicana) y confiscaron unos cien mil folletos de este grupo. El 6 de septiembre las autoridades cerraron el periódico Azadlıq, vinculado con el Partido del Frente Popular de Azerbaiyán.

## Opinión de la Comisión de Venecia
A principios de septiembre cinco defensores de los derechos humanos y ciudadanos de Azerbaiyán se dirigieron al secretario general del Consejo de Europa pidiendo que la Comisión de Venecia evalúe los cambios propuestos para la Constitución. Según los activistas estos cambios eran antidemocráticos.
El 20 de septiembre la Comisión de Venecia publicó una opinión acerca del proyecto de los cambios en la Constitución azerí. Criticó que el parlamento no participaba en el proceso y que no había tiempo necesario para un debate sobre estos cambios. La comisión evaluó como positiva la propuesta del escrutinio proporcional plurinominal. También dijo que otros cambios ponen en peligro las libertades ciudadanas, como por ejemplo la libertad de reunión y la libertad de expresión.
En la respuesta a la Comisión de Venecia, Shahin Aliyev, un representante de la administración del presidente, dijo que las enmiendas no quieren otorgar al presidente nuevos poderes, sino mejorar la calidad y eficiencia de la administración y el gobierno. Dijo también, que los cambios no iban más allá de los poderes que tienen otros presidentes en los estados democráticos, como por ejemplo: el presidente de los Estados Unidos o el  presidente de  Francia.

## Resultados
Para que el referéndum fuera vigente tenía que contar con una frecuencia de al menos 25% de las personas con derecho al voto. Para aceptar una enmienda se necesitaba la mayoría simple de 50% de votos. La Comisión Electoral decidió votar cada enmienda aparte.
Según las encuestas tomadas a unos doce mil votantes, en el referéndum participó un total de un 66.8% de las personas con derecho al voto. Un 80% se expresó a favor de alargar la legislatura presidencial.
Según los resultados oficiales los votantes aceptaron todas las propuestas del referéndum. Un 91.03% se expresó a favor de alargar el periodo presidencial. El resto de las propuestas contaba con una aceptación de entre 83.2% y 93.01%.